# Domaine de Shimotsuma
Le domaine de Shimotsuma (下妻藩, Shimotsuma-han) est un domaine féodal japonais de l'époque d'Edo situé dans la province de Hitachi (de nos jours Shimotsuma), supprimé en 1871. Son dernier daimyo, Masamoto Inoue, devient vicomte durant l'ère Meiji grâce au système kazoku.
Le gouvernement du domaine de Shimotsuma sous le gouvernement du clan Inoue est constamment instable à cause des décès prématurés et de la rapide succession de plusieurs seigneurs du clan.

## Liste des daimyos du domaine
- Clan Tagaya (tozama daimyo ; 60 000 koku)

1. Shigetsune (r. 1591-1601)

- Clan Tokugawa (shinpan daimyo ; 100 000 koku)

1. Tokugawa Yorifusa (r. 1606-1609)

- Période de tenryō, 1609-1615

- Clan Matsudaira (Echizen) (shinpan ; 30 000 koku)

1. Matsudaira Tadamasa (r. 1615-1616)

- Clan Matsudaira clan (Hisamatsu) (shinpan ; 30 000 koku)

1. Sadatsuna (r. 1616-1618)

- Période de tenryō, 1619-1712

- Clan Inoue (fudai daimyo ; 10 000 koku)

1. Matsudaira Masanaga (r. 1712-1720)
2. Matsudaira Masaatsu (r. 1720-1753)
3. Matsudaira Masatoki (r. 1753-1760)
4. Matsudaira Masamune (r. 1760-1784)
5. Matsudaira Masaki (r. 1784-1789)
6. Matsudaira Masahiro (r. 1789-1814?)
7. Matsudaira Masanori (r. 1814?-1816)
8. Matsudaira Masatomo (r. 1816-1819)
9. Matsudaira Masatami (r. 1819-1828)
10. Matsudaira Masakata (r. 1828-1845)
11. Matsudaira Masayoshi (r. 1845-1852)
12. Matsudaira Masanobu (r. 1852-1856)
13. Matsudaira Masakane (r. 1856-1866)
14. Matsudaira Masaoto (r. 1866-1871)

## Source de la traduction
- (en) Cet article est partiellement ou en totalité issu de l’article de Wikipédia en anglais intitulé « Shimotsuma Domain » (voir la liste des auteurs).